# Faro di Hurst Point
Hurst Point lighthouse è un faro situato sull'omonimo promontorio di Hurst Point, vicino alla città di Portsmouth, nella contea di Hampshire, sulla costa meridionale dell'Inghilterra. Noto anche come Hurst Point High o semplicemente High Light ("luce alta", in inglese per distinguerlo dal vicino faro di Hurst Castle o Hurst Point low (non più attivo dal 1997), il faro di Hurst Point guida le imbarcazioni che si avvicinano all'ingresso occidentale dello stretto di Solent.

## Storia
Sembra che una luce ad Hurst Point fosse accesa sin dal 1733 ma il primo cenno documentale risale solo al 1781: anno in cui, secondo i registri di Trinity House, si tenne un incontro con armatori e commercianti per definire i termini di una petizione per erigere un faro sull'Isola di Wight. Nel 1785 il negoziato sfumò e Trinity House fece costruire tre fari su progetto di R. Jupp, per 30 anni ispettore della Compagnia Inglese delle Indie Orientali: quello di Hurst Point, i fari di Needles e di St Catherine's Point. Inizialmente il faro si trovava all'interno del castello di Hurst Castle, situato direttamente sul mare.
Constatato che la luce risultava oscurata in alcune direzioni, Trinity House fece costruire nel 1812 un faro aggiuntivo più alto (detto high light, "luce alta" in inglese), per garantire la visibilità del segnale alle navi.
Tra il 1865 ed il 1873 furono realizzati ampliamenti al castello che resero necessario il riposizionamento dei fari. Nel 1866 la prima luce costruita nel 1785 (detta low light, "luce bassa") venne rimpiazzata da una nuova torre circolare in granito sormontata da una lanterna rossa.